# Tomba dei giganti di Pascaredda
La tomba dei giganti di Pascaredda (IPA: [pascaˈrɛdda]) è un monumento archeologico situato in Gallura, Sardegna nord-orientale, in territorio di Calangianus da cui dista circa tre chilometri. Ubicata alle falde del monte di Deu e in prossimità del rio Badu Mela, è raggiungibile tramite un sentiero che parte dalla strada statale 127 per Tempio Pausania.
La tomba, ascrivibile al Bronzo medio-Bronzo recente (1700-1400 a.C.) è realizzata in stile dolmenico-ortostatico, secondo il classico modello architettonico che caratterizza questo tipo di monumenti funerari; è edificata con la pietra del posto, il granito, e si trova in buone condizioni di conservazione.

## Descrizione
L'esedra, lo spazio presumibilmente adibito allo svolgimento di riti funerari, misura alla corda 18,40 metri ed è delimitata da due ali di muro curvilinee, ciascuna formata da dieci grandi lastroni di altezza decrescente dal centro verso l'esterno, affiancati tra loro e conficcati a coltello nel terreno. Benché mutilata risalta al centro la stele, originariamente bilitica, della quale è presente in situ soltanto la parte inferiore. 

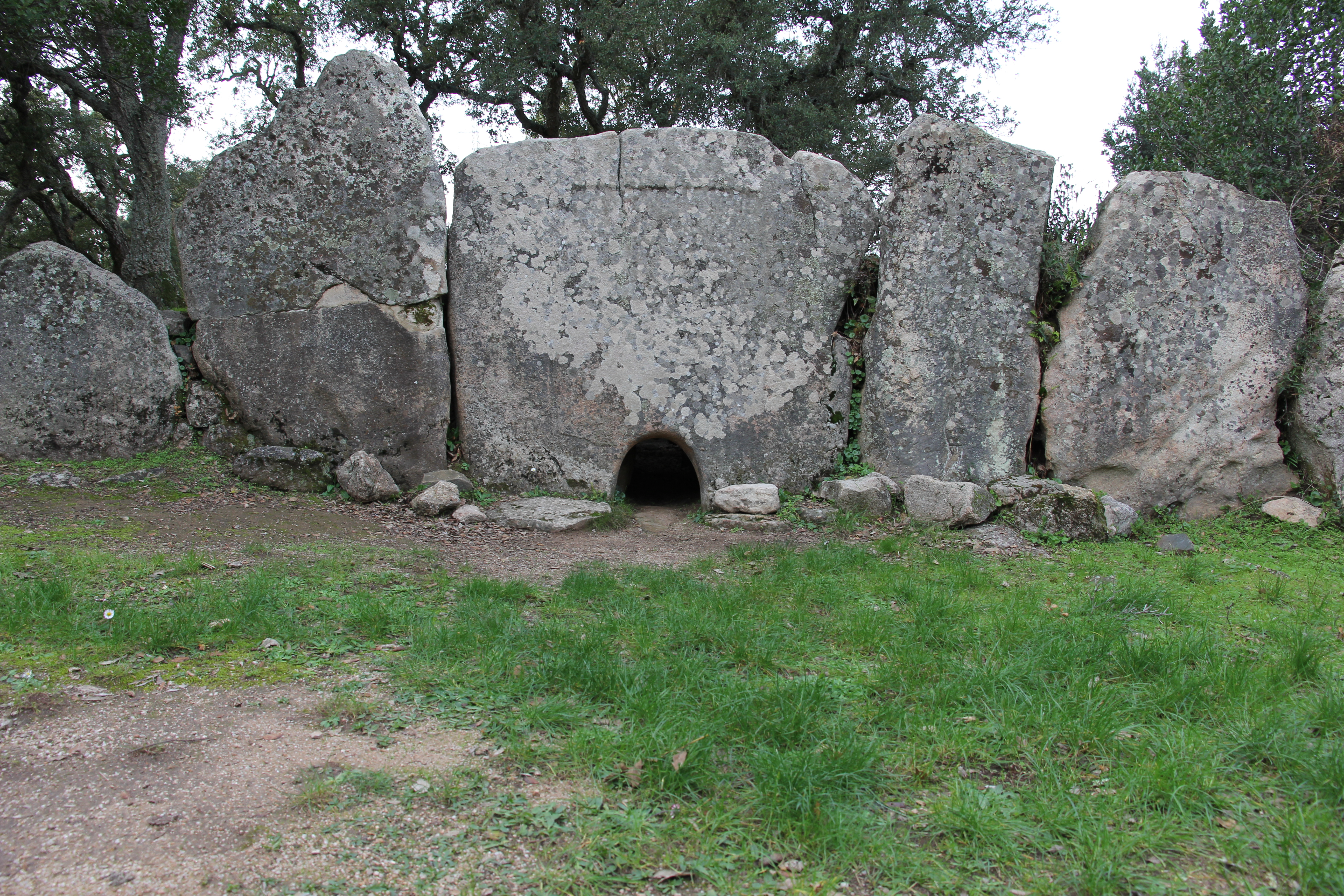
Tomba dei giganti di Pascaredda

Il monolito, un lastrone finemente lavorato a martellina dell'altezza di circa due metri e 10, è ornato dal classico listello orizzontale e dalla cornice a rilievo piatto che, verso il basso, va a sfumare sino a fondendosi con la parte inferiore della stele. Alla base si apre il portellino, particolarmente arrotondato, che dà verso l'interno della camera funeraria.
Dietro la stele, pressoché intatto, vi è il sepolcro vero e proprio ancora protetto dal tumulo di terra che, degradando, si estende intorno per qualche decina di metri. Il vano interno, rettangolare e absidato, misura m 12,50 in lunghezza e circa 0,90 sia in larghezza che in altezza. Le pareti del corridoio, nella parte superiore leggermente inclinate verso l'interno, sono formate da blocchi di granito lavorati e ben assestati, e sostengono la copertura della tomba che è composta da dodici lastroni irregolari (originariamente tredici) sistemati a piattabanda. Come anche in altre tombe dello stesso genere, nell'abside del vano tombale si trova una sorta di mensola, forse utilizzata per deporre le offerte funerarie.
Lo scavo e il restauro sono stati eseguiti nel 1998 dall'archeologa Angela Antona.

## Galleria d'immagini

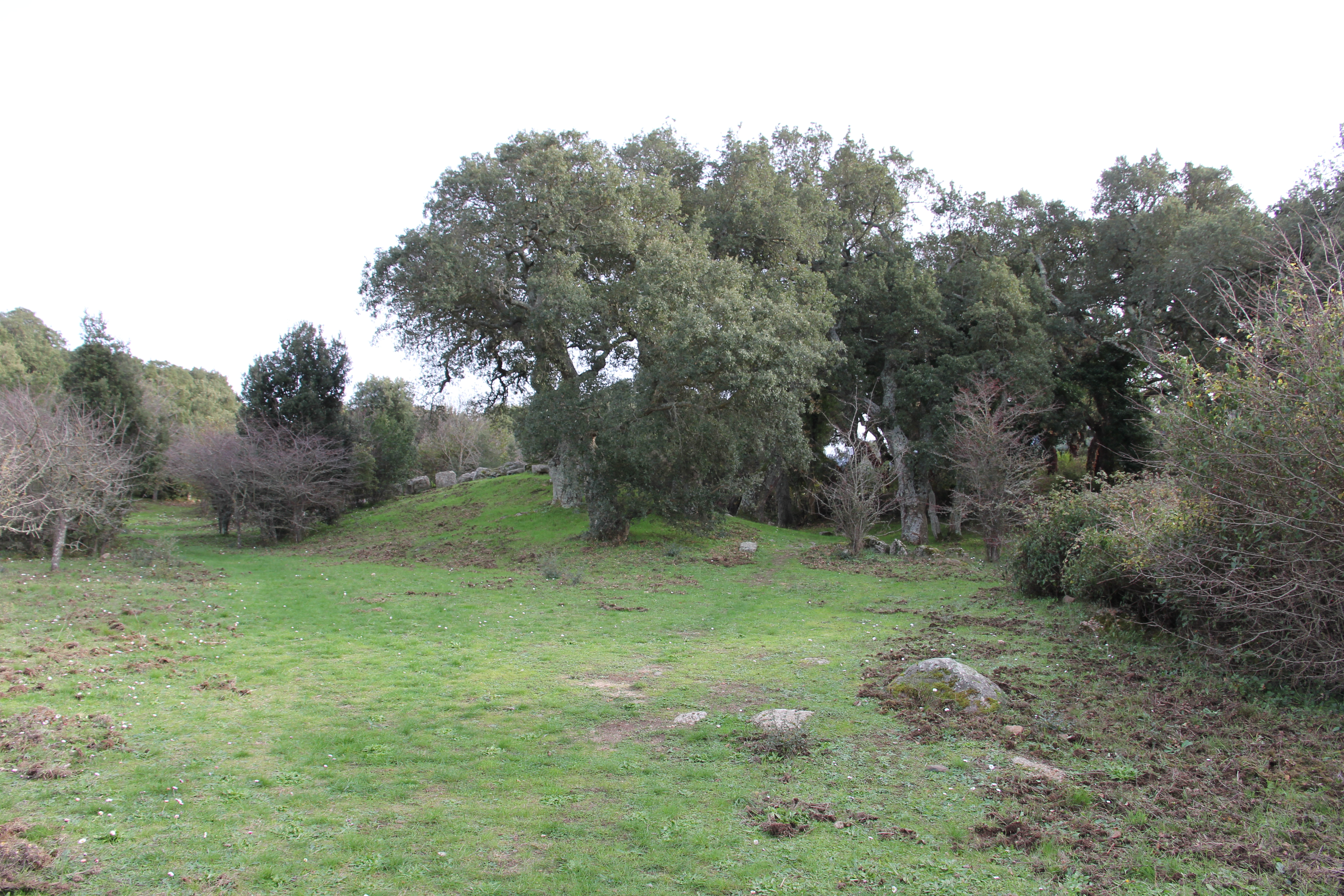
Boscaglia di Pascaredda
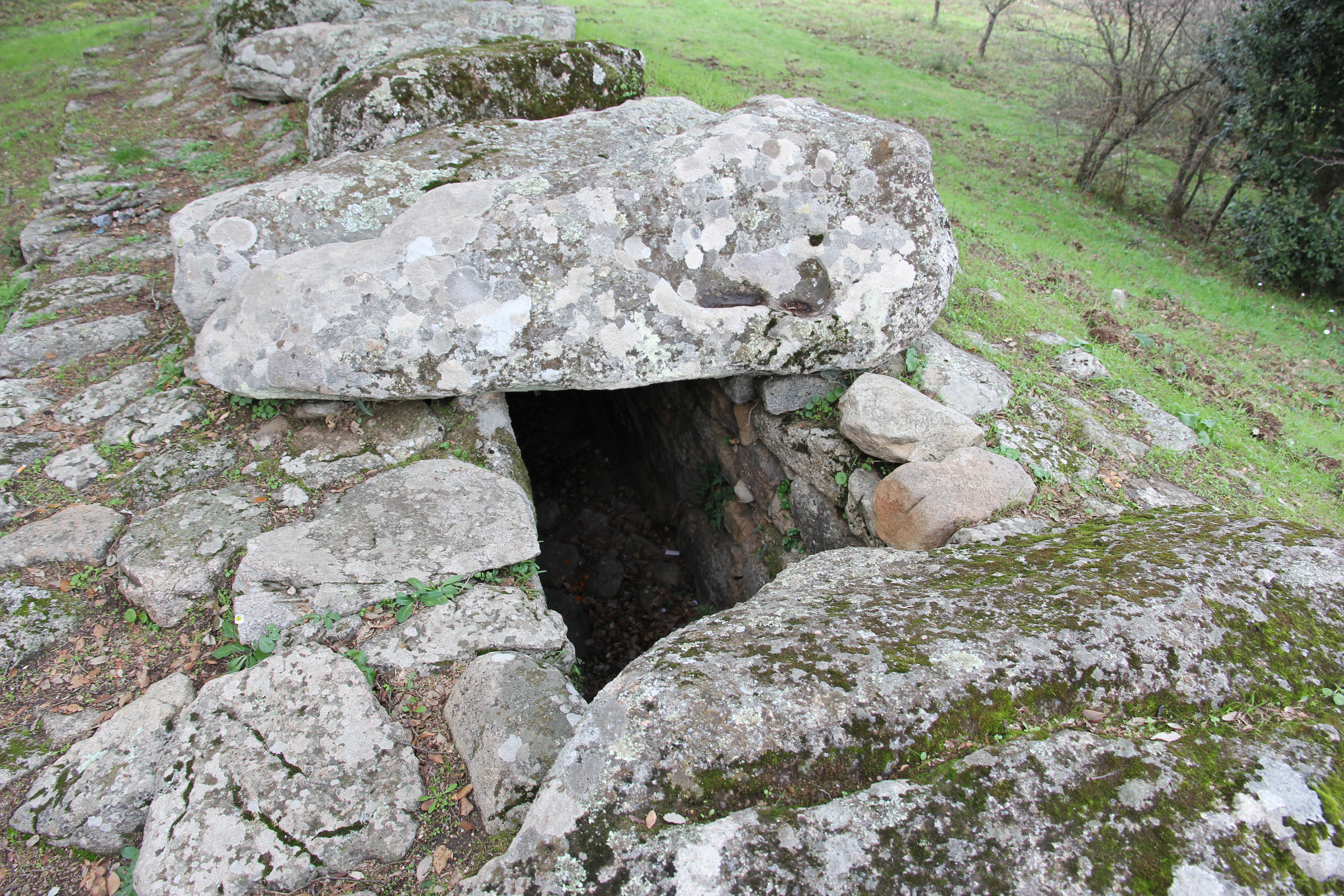
Particolare della Tomba dei giganti di Pascaredda.
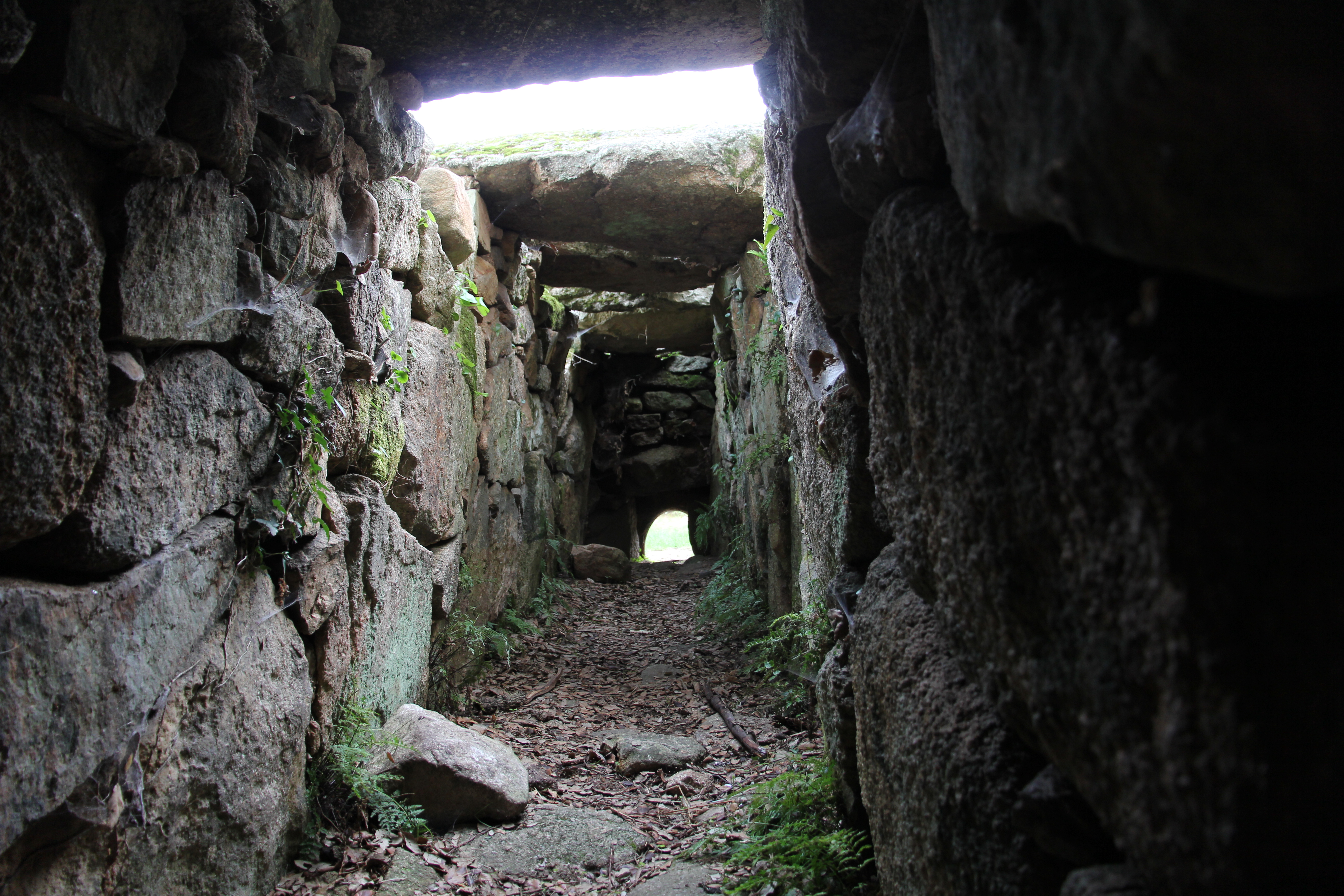
Particolare interno.
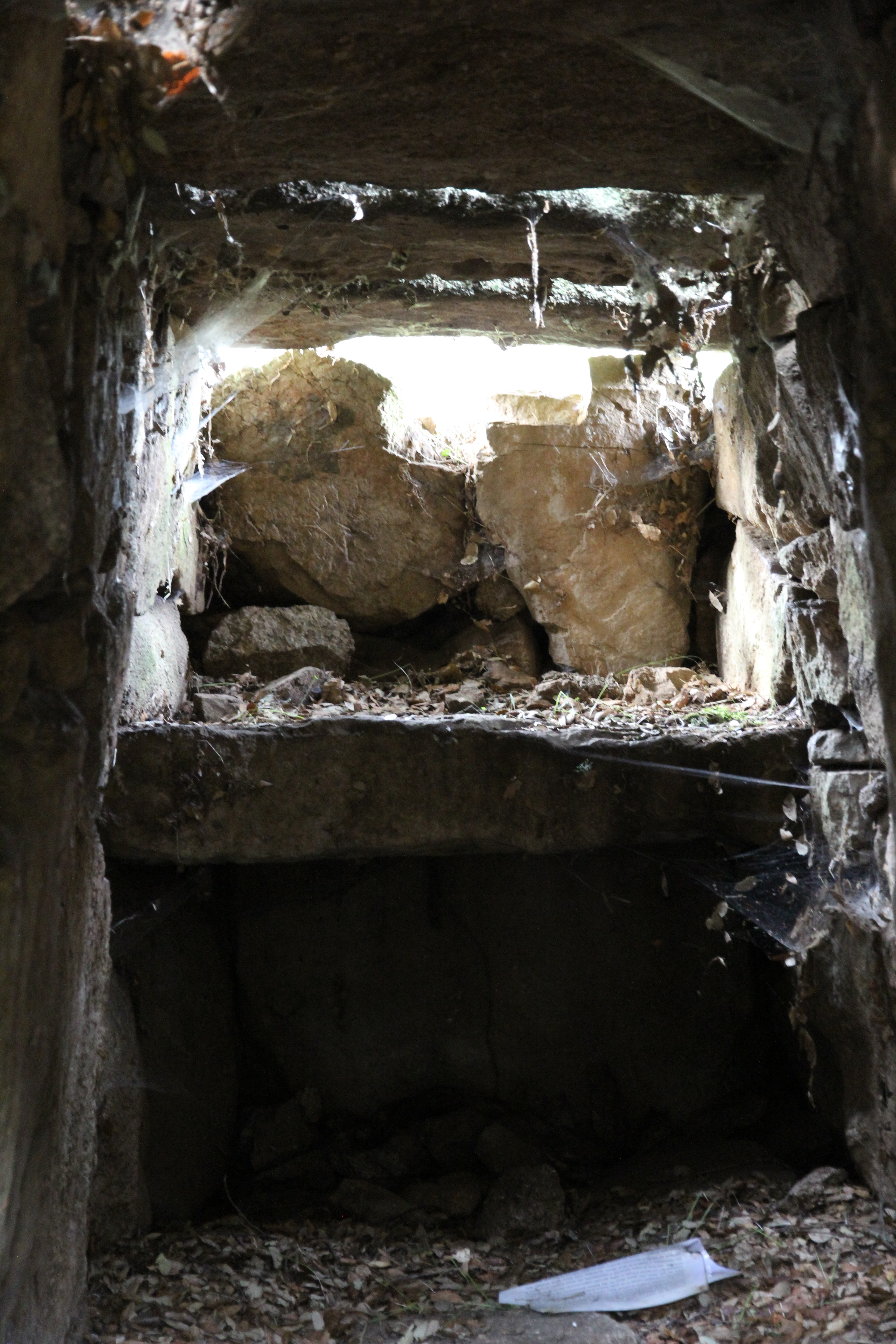
Particolare interno.
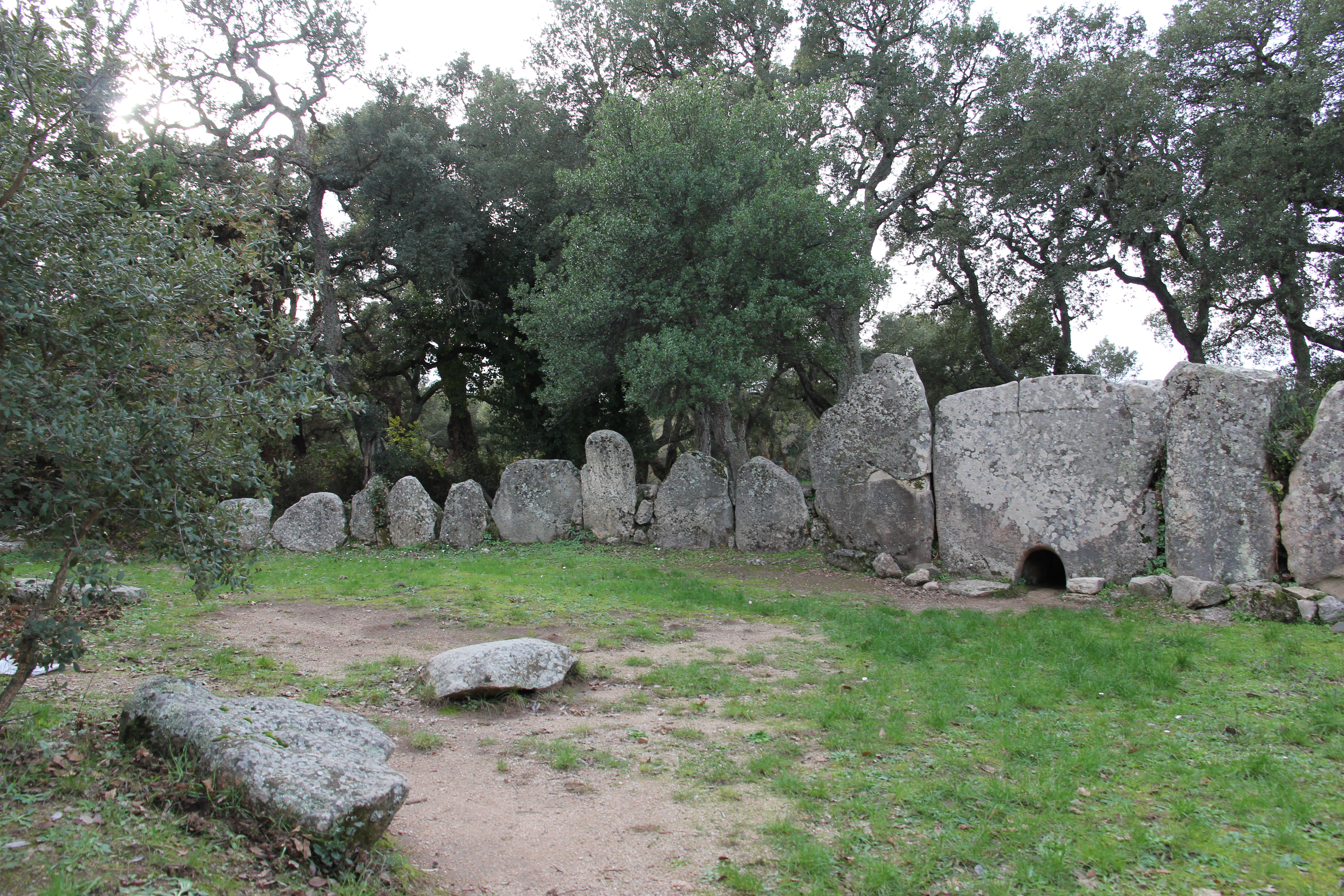
Particolare esterno.
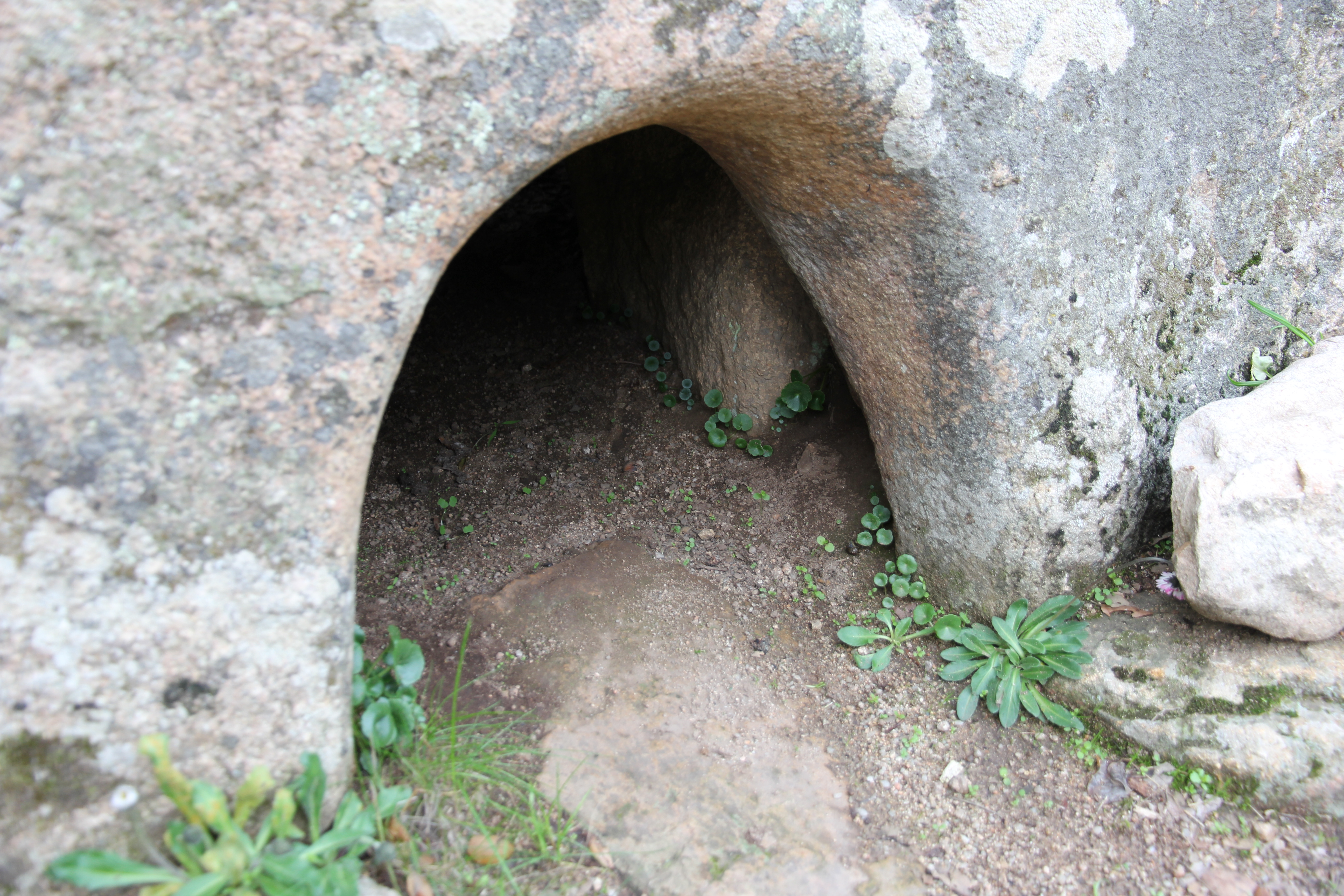
Particolare.